# Burrow Mump
Burrow Mump è una collina e un sito di interesse storico-archeologico situato presso Burrowbridge, Taunton Deane, nella contea del Somerset, Regno Unito. È adiacente al geosito di Southlake Moor, una zona umida protetta di 196,1 ettari di estensione.
La collina, di proprietà del National Trust for Places of Historic Interest or Natural Beauty, è un memoriale in ricordo dei caduti nel primo e secondo conflitto mondiale. Sulla cima, inoltre, sono ancora presenti le rovine di una chiesa del XV secolo dedicata a San Michele (St Michael) che apparteneva all'abbazia benedettina di Athelney (888-1540). Tra il 1642 e il 1645, la chiesa servì da rifugio per le truppe dei Cavalier, i seguaci di Carlo I durante la guerra civile inglese, e per la sua posizione strategica fu occupata, nel 1685, da un distaccamento dell'esercito reale durante la ribellione di Monmouth.